# ثلاثي ميثيل أمين N-أكسيد
ثلاثي ميثيل أمين N-أكسيد هو مركب عضوي صيغته الكيميائية CH3)3NO) ويوجد في الشروط القياسية على شكل صلب عديم اللون، يوجد غالباً على شكل ثنائي هيدرات.
يصنف المركب ضمن فئة الأكاسيد الأمينية.